# Rivière Davoust
Rivière Davoust är ett vattendrag i Kanada.   Det ligger i provinsen Québec, i den östra delen av landet, 600 km norr om huvudstaden Ottawa. Rivière Davoust ligger vid sjön Lac Dusaux.
Trakten runt Rivière Davoust är nära nog obefolkad, med mindre än två invånare per kvadratkilometer.